# 若江準威知
若江 準威知（わかえ じゅんいち）は、日本の舞台俳優、歌手。結婚式の司会者としても活動している。

## 人物
劇団四季や東宝ミュージカルなどに出演。
ディズニー映画『美女と野獣』シリーズでは、ルミエールの歌唱部分の吹き替えを担当しており（台詞は江原正士が担当）、パークでも引き続きルミエールを担当していた。現在は、台詞部分の吹き替えを担当していた江原が歌唱部分の吹き替えも担当することが多く（東京ディズニーシーのショー『テーブル・イズ・ウェディング』以降）、若江はライブラリ出演が多くなっている。

## 出演作

### 舞台

#### 劇団四季
- ジーザス・クライスト・スーパースター

#### 東宝ミュージカル
- ラブコール
- 若草物語
- シャボン玉とんだ宇宙までとんだ

#### その他
- ピーターパン（主演：榊原郁恵）
- アニーよ銃をとれ（主演：桜田淳子）
- ブレイカーズ（主演：桜田淳子）
- 王様と私（主演：松平健）
- マイ・フェア・レディ（主演：大地真央）
- 東京ディズニーランド10thアニバーサリーパレード「ディズニー・ファンタジー・オン・パレード」 4月15日-1994年4月14日　（ルミエール）
- フィール・ザ・マジック　1995年10月2日〜1999年6月14日　（ルミエール）
- 東京ディズニーランド・エレクトリカルパレード・ドリームライツ　2001年6月1日〜2011年5月8日　（ルミエール）[1]
- 東京ディズニーランドのアトラクション　ミッキーのフィルハーマジック （ルミエール）[2]
- 東京ディズニーランドのアトラクション　美女と野獣“魔法のものがたり” （ルミエール[2]）

### 吹き替え
- 美女と野獣　ルミエール役（歌唱部分）
- 美女と野獣 ベルの素敵なプレゼント　ルミエール役（歌唱部分）